# Александър Витанов (учен)
Александър Михайлов Витанов е български учен. Първи ректор на Шуменския университет „Епископ Константин Преславски“ (1971 – 1979). Под неговото ръководство Университетът става авторитетно висше училище, изгражда се учебната материална база, комплектуването и научното израстване на местни преподавателски кадри. Той е носител на различни държавни отличия и е почетен гражданин на Шумен.
Умира на 21 март 2007 г., погребан е на следващия ден в Централните софийски гробища.
През 2017 г. е изготвено предложение до Общински съвет Шумен, една от уличките на хълма при студентските общежития на Шуменския университет да носи неговото име.